# Mamoré
Mamoré – rzeka w Boliwii, na częściowym odcinku płynie wzdłuż granicy z brazylijskim stanem Rondônia. Stanowi górny bieg rzeki Madeira. Długość 1930 km. Żeglowna. Główne dopływy to Guaporé i Guapay.